# Noiz2sa
 (octobre 2019).
Si vous disposez d'ouvrages ou d'articles de référence ou si vous connaissez des sites web de qualité traitant du thème abordé ici, merci de compléter l'article en donnant les références utiles à sa vérifiabilité et en les liant à la section « Notes et références ».
Noiz2sa est un jeu libre de shoot'em up à scrolling vertical développé par ABA Games.

## Système de jeu

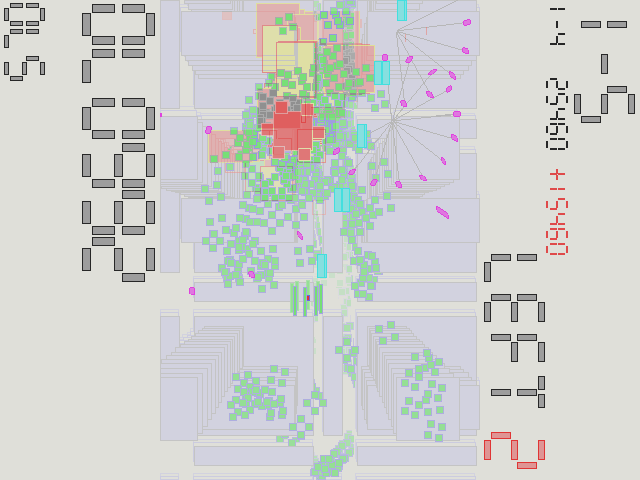
Capture d'écran

Noiz2sa propose dix niveaux, mais il propose également, comme Parsec47, un mode de jeu sans fin de difficulté croissante.
Les graphismes de Noiz2sa se basent sur un fond blanc cassé, du bleu, du gris et du vert terne.